# Стрибки у воду на Чемпіонаті світу з водних видів спорту 2007
Змагання зі стрибків у воду на Чемпіонаті світі з водних видів спорту 2007 тривали з 19 до 26 березня в Мельбурнському центрі водних видів спорту.

## Медальний залік

### Таблиця медалей
*   Країна-господарка
  *   Країна-господарка (Австралія)
| Місце               | Країна              | Золото | Срібло | Бронза | Загалом |
| ------------------- | ------------------- | ------ | ------ | ------ | ------- |
| 1                   | Китай               | 9      | 4      | 1      | 14      |
| 2                   | Росія               | 1      | 1      | 2      | 4       |
| 3                   | Канада              | 0      | 3      | 0      | 3       |
| 4                   | Німеччина           | 0      | 1      | 3      | 4       |
| 5                   | Австралія*          | 0      | 1      | 1      | 2       |
| 6                   | Італія              | 0      | 0      | 2      | 2       |
| 7                   | США                 | 0      | 0      | 1      | 1       |
| Загалом (7 збірних) | Загалом (7 збірних) | 10     | 10     | 10     | 30      |

### Чоловіки
| Дисципліна                   | Золото                     | Золото | Срібло                                      | Срібло | Бронза                                        | Бронза |
| ---------------------------- | -------------------------- | ------ | ------------------------------------------- | ------ | --------------------------------------------- | ------ |
| Трамплін, 1 метр             | Ло Юйтун · Китай           | 477.40 | Хе Чун · Китай                              | 469.85 | Крістофер Саккін · Італія                     | 441.40 |
| Трамплін, 3 метри            | Цінь Кай · Китай           | 545.35 | Александр Деспаті · Канада                  | 518.65 | Дмитро Саутін · Росія                         | 517.10 |
| Вишка, 10 метрів             | Гліб Гальперін · Росія     | 554.70 | Чжоу Лусінь · Китай                         | 519.15 | Лінь Юе · Китай                               | 513.70 |
| Синхронний трамплін, 3 метри | Цінь Кай · Ван Фен · Китай | 458.76 | Александр Деспаті · Артуро Міранда · Канада | 418.92 | Тобіас Шелленберґ · Андреас Вельс · Німеччина | 414.54 |
| Синхронна вишка, 10 метрів   | Хуо Лян · Лінь Юе · Китай  | 489.48 | Дмитро Доброскок · Гліб Гальперін · Росія   | 467.16 | Девід Бодая · Томас Фінчем · США              | 463.56 |

### Жінки
| Дисципліна                   | Золото                         | Золото | Срібло                                 | Срібло | Бронза                                     | Бронза |
| ---------------------------- | ------------------------------ | ------ | -------------------------------------- | ------ | ------------------------------------------ | ------ |
| Трамплін, 1 метр             | Хе Цзи · Китай                 | 316.65 | Блайт Гартлі · Канада                  | 311.20 | Юлія Пахаліна · Росія                      | 304.60 |
| Трамплін, 3 метри            | Го Цзінцзін · Китай            | 381.75 | У Мінься · Китай                       | 368.80 | Таня Каньотто · Італія                     | 341.70 |
| Вишка, 10 метрів             | Ван Сінь · Китай               | 432.85 | Чень Жолінь · Китай                    | 410.30 | Крістін Штоєр · Німеччина                  | 386.85 |
| Синхронний трамплін, 3 метри | У Мінься · Го Цзінцзін · Китай | 355.80 | Дітте Котцян · Гайке Фішер · Німеччина | 318.45 | Шарлін Страттон · Брайоні Коул · Австралія | 313.14 |
| Синхронна вишка, 10 метрів   | Цзя Тун · Чень Жолінь · Китай  | 361.32 | Брайоні Коул · Мелісса Ву · Австралія  | 324.00 | Аннетт Ґамм · Нора Субшінскі · Німеччина   | 306.63 |